# ليدز يونايتد
نادي ليدز يونايتد لكرة القدم (بالإنجليزية: Leeds United Football Club)‏ هو نادي إنجليزي يلعب حالياً في دوري البطولة الإنجليزية، يقع في مقاطعة يوركشاير (في غرب يوركشاير)، وتم تأسيسه عام 1919 وملعب النادي الحالي هو الإيلاند رود. لنادي ليدز يونايتد ألقاب وأسماء مستعارة والأكثرها شيوعاً هي البيض (The Whites) لأن لباسهم الأصلي والأول هو فانيلة بيضاء وسروال أبيض، وأيضاً الطواويس (The Peacocks) وتعني، وسبب تسمية الاسم الثاني هو لأن الشارع الذي يقع أمام ملعب النادي اسمه شارع الطاووس وفيه حانة شهيرة ومن أكبر الحانات في مدينة ليدز اسمها حانة الطاووس.
الحقبة الذهبية للنادي كانت في ستينيات وسبعينيات القرن الماضي حيث فاز لأول مرة في تاريخه ببطولة الدوري الإنجليزي الممتاز عام 1969، ثم فاز بها مجدداً عام 1974 وكان مدرب النادي آنذاك هو دون ريفي الذي استقطب لاعبين من الطراز العالمي للفوز ببطولات الدوري هذه وأيضاً حقق معاه النادي بطولة كأس رابطة المحترفين الإنجليزية عام 1968 وكذلك بطولة كأس الاتحاد الإنجليزي عام 1972. ولكن دون ريفي رحل بعد ذلك عن تدريب ليدز يونايتد وتغير حال النادي تماماً وهبط إلى دوري الدرجة الثانية عام 1982، ثم قاد المدرب ويلكنسون هاورد نادي ليدز يونايتد مجدداً إلى دوري الأضواء عام 1990 وحقق معه بطولة الدوري الإنجليزي الممتاز عام 1992، وخلال الفترة ما بين أعوام 1990 و2000 تنافس النادي وبقوة على المستوى الأوروبي والقاري حيث وصل النادي إلى أدوار متقدمة من بطولة كأس الاتحاد الأوروبي المعروف حالياً. وبعد صعوبات مالية حادة واجهت النادي في بداية الألفية الجديدة هبط النادي إلى الدرجة الأولى ومن ثم إلى الدرجة الثانية وقضى فيه ثلاثة مواسم متتالية، ولكنه عاد مجدداً إلى دوري الدرجة الأولى في موسم 2009/2010.

## تاريخ النادي
كان هناك نادي بسيط قبل تأسيس نادي ليدز يونايتد عام 1919 اسمه فقط نادي ليدز والذي تأسس عام 1904، لم يكن نادي رسمي ولم يكن يلعب في دوريات رسمية، ثم في عام 1919 تلقى نادي ليدز دعوة من جامعة ليدز الكبيرة للعب في دوري الجامعات على مستوى إنجلترا والمعروفة حالياً بدوري الهواة، وعلى هذا الأساس بدأ تاريخ نادي ليدز يونايتد وبدأ شيئاً فشيئاً دخول بحر وعالم كرة القدم.

### 1920 - 1960: سنوات عدم الاستقرار
على مدى السنوات القليلة الموالية تحسن فريق نادي ليدز يونايتد وفاز ببطولة الدوري الإنجليزي (الدرجة الثانية) وصعد لدوري الدرجة الأولى، وأخذ بذلك شهرة واسعة على مستوى شمال إنجلترا في منطقة يوركشاير، وكان ذلك في عام 1926، ولكنه هبط مجدداً إلى دوري الدرجة الثانية في عام 1927 وبذلك استقال آرثر فيركلاو مدرب النادي آنذاك ليحل محله المدرب ديك راي ولكن بسبب الأزمة المالية التي واجهت العالم في العشرينيات وبداية الثلاثينيات من القرن الماضي فإن نادي ليدز يونايتد لم يستقر مالياً وهبط مرتين إلى دوري الدرجة الثالثة ليستقيل في 5 مارس من عام 1935 المدرب راي من تدريب النادي، وحل محله بيلي هامبسون الذي استمر في تدريب النادي لمدة 12 عاماً، ثم بعد الحرب العالمية الثانية وفي عام 1947 استقال بيلي من تدريب النادي بعدما قضى معه واحداً من أسوأ المواسم في تاريخ النادي حيث هبط إلى الدرجة الثالثة مرة أخرى، ثم في أبريل من عام 1947 تم تعيين ويليس إدواردز مدرباً جديداً للنادي. في عام 1948 تم تعيين بولتون سام رئيساً جديداً لنادي ليدز يونايتد وذلك خلفاً لأرنست بولان وعلى ذلك تم تعيين إدوارديز ويليس كمدرب مساعد لفرانك باكلي. بَقِيَ نادي ليدز يونايتد في دوري الدرجة الثانية حتى موسم 1955/1956، حيث صعد في هذا الموسم إلى دوري الدرجة الأولى بقيادة الأسطورة الويلزية جون تشارلز، ثم تلقى اللاعب عرضاً مغرياً من نادي يوفنتوس وأراد شراء اللاعب بـ65,000 جينيه إسترليني فخسر نادي ليدز يونايتد جهود هذا اللاعب الفذ مما أدى إلى هبوطه إلى دوري الدرجة الثانية مجدداً في عام 1960.

### 1961 - 1975: الجيل الذهبي والتألق والإبداع
في مارس من عام 1961 عين نادي ليدز يونايتد دون ريفي مديراً فنياً له، ولكن بدايته لم تكن ناجحة بسبب الضائقة المالية التي كان يعاني منها النادي آنذاك، في موسم 1961/1962 وفي آخر مباراة من الموسم أنقد دون ريفي فريقه من الهبوط إلى دوري الدرجة الثالثة، وبذلك بدأت الآمال تعود إلى المشجعين شيئاً فشيئاً من الظهور ولأول مرة في دوري الأضواء. مع مرور الوقت والسنوات تمكن أخيراً نادي ليدز يونايتد من الصعود إلى الدوري الإنجليزي الممتاز، وحقق ريفي بطولات لا ينساها عشاق ليدز يونايتد، في موسم 1968/1969 حقق النادي بطولة الدوري الممتاز لأول مرة في تاريخه وأول بطولة كبيرة له، ثم كرر الإنجاز نفسه وفاز ببطولة الدوري الممتاز مجدداً موسم 1973/1974 وفاز أيضاً بكأس الاتحاد الإنجليزي عام 1972 وفاز ببطولة كأس رابطة الأندية المحترفة عام 1968. ليدز يونايتد خلال هذه السنوات وصل أيضاً إلى نهائي كأس الاتحاد الإنجليزي 3 مرات ووصل إلى نهائي كأس الاتحاد الأوروبي (المعروفة حالياً الدوري الأوربي) مرتين في تاريخه، الأولى كانت عام 1971 وكانت أمام نادي آي سي ميلان الإيطالي، ولكنه خسرها بهدف نظيف، أما الثانية فكانت عام 1975.
الموسم الأخير لدونالد ريفي في الإيلاند رود كان موسم 1973/1974، فكان سبب رحيله هو استدعاؤه لتدريب منتخب إنجلترا لكرة القدم (حيث قادهم لنهائيات كأس العالم 1974)، فتم تعيين برايان كلوف خلفاً لدون ريفي، وكان هذا التعيين مفاجئ إذ أن كلوف كان من منتقدي دون ريفي وخططه التكتيكية، وعلى الرغم من ذلك فإن برايان كلوف قاد نادي ليدز يونايتد لنهائي كأس الاتحاد الأوروبي عام 1975 ولكنه خسر النهائي أمام بايرن ميونخ بهدفين للاشيء.

### 1975 - 1988: عندما تفشل الأساطير في التدريب
بعد رحيل دون ريفي عن تدريب النادي عام 1974 فإن مستوى النادي تزعزع كثيراً وبات غير مستقراً وأصبحت نتائج الفريق تدهور شيئاً فشيئاً، مما أدى بذلك إلى إقالة المدرب كلوف الذي خلف ريفي، وأتى بدلاً منه جوك شتاين الذي استمر 44 يوماً فقط قبل أن يغادر إلى أستكتلندا لتدريب المنتخب الوطني، ثم أتى المدرب أدامسون جيمي لإنقاذ نادي ليدز يونايتد من الهبوط، لكنه لم يتمكن من ذلك فاستقال من منصبه عام 1980، ثم خلفه بعد ذلك نجم ليدز يونايتد السابق ونجم المنتخب الإنجليزي آلان كلارك، وأيضاً لم يستطع كلارك إنقاذ ليدز يونايتد فتم إستبداله عام 1982 بزميله في الفريق سابقاً والقائد إيدي جراي.
باختصار كانت هذه الحقبة على نادي ليدز يونايتد صعبة للغاية، فتعدد المدربين واستبدال اللاعبين وبيع وشراء من هنا وهناك لم يجدِ نفعاً من إنقاذ نادي ليدز يونايتد، فهبط إلى الدرجة الأولى ومن ثم الثانية، وعلى الرغم من ذلك إلا أن نادي ليدز يونايتد نجح في الوصول إلى نصف نهائي كأس الاتحاد الإنجليزي عام 1987 وواجه نادي تشارلتون أثليتك ولكنه خسر أمامه، بيلي برينمير هو من قاد النادي إلى المربع الذهبي ونجح في إنقاذ نادي ليدز يونايتد وإعادته إلى الأضواء مجدداً، يذكر أن بيلي برينمير كان لاعباً تحت إدارة المدرب دون ريفي.

### 1988 - 1995: العصر الذهبي الثاني
في أكتوبر من عام 1988 تم تعيين المدرب هوارد ويلكنسون مدرباً جديداً للنادي وعن طريق هذا المدرب المحنك بدأ نادي ليدز يونايتد في الدخول إلى عصره الذهبي مجدداً، حيث صعد إلى دوري الأضواء والبريمير ليغ في موسم 1989/1990 وحقق المركز الرابع في موسم 1990/1991 ثم فاز بلقب الدوري الممتاز موسم 1991/1992 بعد غياب دام 18 عاماً، ومع ذلك فإن موسم 1992/1993 كان موسماً سيئاً للغاية للنادي، حيث خرج من أدوار مبكرة من دوري أبطال أوروبا واستطاع تجنب الهبوط إلى الدرجة الأولى وحقق المركز السابع عشر، وفي موسم 1995/1996 حقق نادي ليدز يونايتد المركز الثالث عشر في الدوري ووصل إلى نهائي كأس رابطة الأندية المحترفة، ولكنه خسره بثلاثية نظيفة أمام نادي أستون فيلا. في وقت مبكر من موسم 1996/1997 وعندما خسر نادي ليدز يونايتد على أرضه ووسط جماهيره 4-0 أمام نادي مانشستر يونايتد تم إنهاء عقد هوارد ويلكنسون.
الفترة التي قضاها هاورد مع نادي ليدز يونايتد ليست بالقصيرة وكانت فترة جيدة بل ممتازة لفريق قدِمَ من الدرجة الثانية، واستطاع هاورد أيضاً أن يطور أكاديمية نادي ليدز يونايتد للشباب فأنتجت هذه الأكاديمية لاعبين شباب موهوبين استطاعوا النهوض بنادي ليدز يونايتد وبالكثير من الأندية الإنجليزية الأخرى.

### 1996 - 2001: حياة الحلم
في عام 1996 عين نادي ليدز يونايتد جورج غراهام مديراً فنياً له خلفاً لهوارد ويلكنسون، وكان هذا التعيين مثير للجدل وغريب جداً، إذ أن جورج غراهام كان قد تلقى في عام 1995 عقوبة حظر مشاركة من الاتحاد الإنجليزي لكرة القدم بسبب قيامه بتلقي مدفوعات غير مشروعة وتلاعب من قِبَل جهة رياضية. جورج غراهام قام على الرغم من ذلك بالتعاقد مع لاعبين مخضرمين مثل جيمي فلويد هاسلبانك في يونيو من عام 1997 حيث جاء من نادي بوافيستا البرتغالي مقابل 2 مليون جينيه إسترليني، وبذلك ساعد هذا المدرب في نهاية موسم 1996/1997 في وصول نادي ليدز يونايتد للتصفيات المؤهلة لكأس الاتحاد الأوروبي.
في أكتوبر من عام 1998 ترك جورج غراهام تدريب النادي وذهب لتدريب نادي توتنهام هوستبير، وحل مكانه ديفيد أوليري، ثم غادر بعد ذلك جيمي فلويد إلى نادي أتليتيكو مدريد الإسباني حيث لم يتفق مع رئيس النادي آنذاك بيتر ريدستيل حول تجديد عقده، وبعد ذلك استقطب نادي ليدز يونايتد لاعبين شباب مثل مارك فيدوكا ولاعب خط الوسط الفرنسي أوليفر داكورت الذي اشتراه نادي ليدز يونايتد بـ7 مليون جينيه إسترليني وبذلك كان داكورت هو أعلى صفقة تم شراؤها في تاريخ نادي ليدز يونايتد.
كان مساعد ديفيد أوليري هو أسطورة نادي ليدز يونايتد إيدي جراي، ومعهما احتل نادي ليدز يونايتد المركز الثالث في جدول الدوري الإنجليزي الممتاز موسم 1999/2000، ولعبوا في كأس الاتحاد الأوروبي، ووصل نادي ليدز يونايتد إلى المربع الذهبي في موسم 1999/2000 ولكنه خرج على يد غلطة سراي التركي الذي فاز باللقب بعد ذلك، فخسر في مباراة الذهاب في تركيا 2-0 وتعادل في مباراة الإياب في الإيلاند رود 2-2، في مباراة الذهاب بالتحديد في تركيا تعرض مشجعَين لنادي ليدز يونايتد وهما كريستوفور لوفتوس وكيفن سبيت للطعن عدة مرات لقوا بذلك حتفهما قبل بداية المباراة، ومنذ تلك المباراة فإنه عندما يقترب تاريخ وفاتهما تقام سنوياً دقيقة حداد عندما تكون هناك مباراة لنادي ليدز يونايتد على أرضه.
في موسم 2000/2001 لعب نادي ليدز يونايتد في بطولة دوري أبطال أوروبا ووصل إلى نصف نهائي البطولة، ولكنه خرج على يد نادي فالنسيا الإسباني بعدما تعادل في الإيلاند رود 0-0 وخسر في المستايا 3-0. في تلك البطولة شق نادي ليدز يونايتد طريقه من التصفيات المؤهلة حيث تغلب على ميونخ 1860 وفاز عليه ذهابا وإياباً 2-1 و1-0 على التوالي، ثم وقع بعد ذلك في المجموعة الثامنة مع كلٍ من: آي سي ميلان - برشلونة - بشكتاش، واستطاع احتلال المركز الثاني وتأهل إلى الدور الـ16 رفقة نادي آي سي ميلان، ونظام الدور الـ16 وقتها كان يلعب في 4 مجموعات كل مجموعة يوجد فيها 4 فرق، وقع نادي ليدز يونايتد في المجموعة الرابعة مع ريال مدريد وآيندرلخت فرانكفورت ولاتسيو، واستطاع احتلال المركز الثاني أيضاً يتقدمه ريال مدريد الذي احتل المركز الأول، وتأهل بذلك إلى دور الربع نهائي حيث وقع أمام نادي ديبورتيفو لاكارونيا، واستطاع الفوز عليه في الإيلاند رود 3-0 وخسر في الريازو في إسبانيا بنتيجة 2-0 وبذلك تأهل إلى المربع الذهبي وواجه نادي فالنسيا. وفي تلك الفترة إعْتُبِرَ نادي ليدز يونايتد من أفضل الأندية الأوروبية.

### 2004 - 2007: وسط الألم والحسرة والخسران
في عام 2004 اشترى كين بايتس نادي ليدز يونايتد بـ10 مليون جينيه إسترليني وهو حالياً رئيس النادي، استقر بعد ذلك نادي ليدز يونايتد وأنهى موسم 2004/2005 في وسط اللائحة في الدوري الإنجليزي الدرجة الأولى واستقر أخيراً بلاكويل على رأس الإدارة الفنية للنادي، وفي نهاية ذلك الموسم اعتزل أسطورة نادي ليدز يونايتد لوكاس راديبي اللعب نهائياً بعد سلسلة من الإصابات وانتقل نجم ليدز الواعد آرون لينون إلى نادي توتنهام هوستبير، وبذلك أيضاً خسر نادي ليدز يونايتد إثنين من أبرز وأهم لاعبيه.
في موسم 2005/2006 من الدوري الإنجليزي الدرجة الأولى أنهى نادي ليدز يونايتد ذلك الموسم في المركز الخامس، فكان ليدز في بداية ذلك الموسم جيد جداً واحتل المركز الثالث تقريباً طوال البطولة، ولكن في الربع الأخير من الدوري انخفض مستواه كثيراً فنزل إلى المركز الخامس ولم يستطع حتى المنافسة على الرجوع إلى دوري الأضواء، في نهاية موسم 2005/2006 تم بيع أيضاً المهاجم روب هالس إلى نادي شيفيلد يونايتد وحل محله جيف هورسفيلد الذي أتى من شيفيلد يونايتد نفسه على سبيل الإعارة.
الموسم السيئ التاريخي الرهيب لنادي ليدز يوناتد، موسم يتمنى الكثير نسيانه، موسم لم يعرف فيه نادي ليدز يونايتد طريقه للنجاة، بل إحجتاحه الخزي والعار ودموع المشجعين، وهو موسم 2006/2007، ذلك الموسم الكارثي، والذي فيه هبط نادي ليدز يونايتد إلى دوري الدرجة الثانية لأول مرة في تاريخه حيث لم يسبق لنادي ليدز يونايتد التواجد في دوري الدرجة الثانية أبداً، ففي سبتمبر من عام 2006 تم إقالة بلاكويل من تدريب النادي بسبب الأداء السيئ والبداية المزرية للنادي في ذلك الموسم حيث دخل عليه أهدافاً كثيرة ولم يسجل كثيراً أيضاً، فكانت المشكلة في الفريق بأكمله، بدءاً من الحارس إلى قلب الهجوم، وعين النادي جون كارفر مدرب مؤقت للنادي، ولكن هذا المدرب الأخير لم ينجح أبداً في حفظ ماء وجه نادي ليدز يونايتد وحفظ مكانه في دوري الدرجة الأولى، فبعد مرور شهر فقط على تعيين كارفر تم إقالته من مصبه وتعيين دينيس وايز بدلاً منه، وفي يناير من عام 2007 رحل ماثيو كيلغالون أحد نجوم النادي إلى شيفيلد للعب لنادي شيفيلد يونايتد، المدرب دينيس هو الآخر لم يستطع إنقاذ النادي على الرغم من إحضاره للاعبين من ذوي الخبرة من أكثر من مكان للعب في ليدز، والمشكلة هنا أن النادي أحضر اللاعبين هؤلاء على أساس مبدء القرض، حيث يتم الدفع في ما بعد، ولكن النادي تأخر في دفع المستحقات للأندية التي باعت لاعبيها لليدز فتم بذلك خصم 10 نقاط من رصيد النادي وبذلك هبط رسمياً إلى دوري الدرجة الثانية لأول مرة في تاريخه.

### 2007-2010: الدرجة الثانية لأول مرة
الصدمة بدأت في يوليو 2007 عندما استوعب النادي والمشجعين بأن ليدز يونايتد، ذلك النادي الشهير والعملاق والرائع يلعب في دوري الدرجة الثانية الإنجليزي ولأول مرة في تاريخه!، الشيء الإيجابي الذي حدث في صيف عام 2007 هو امتلاك كين بايتس لنادي ليدز يونايتد بشكل كامل ورسمي، وبذلك بدأ كين في محاولة لإعادة النادي والنهوض به مجدداً وأولى خطواته كانت بعمل تصفية كاملة للإدارة الفنية والإدارة العامة للنادي، قبل بداية الموسم بقليل تم تعيين جوس بويت كمدرب لنادي ليدز يونايتد، لكنه لم يدم لأكثر من نصف موسم بعدما أن رحل ليكون المدرب المساعد لنادي توتنهام هوستبير، وحل مكانه غاري مكأليستر في منتصف موسم 2007/2008 ومساعده ستيف ستاونتون، في نهاية موسم 2007/2008 تم خصم 15 نقطة من رصيد نادي ليدز يونايتد بسبب تأخره في دفع مستحقات اللاعبين وتأخر دفع القروض لبعض الأندية.
في صيف عام 2008 حاول نادي ليدز يونايتد استقطاب لاعبين جدد، وبالفعل نجح في التوقيع مع 3 لاعبين جيدين وهم: أندي روبنسون ولوتشيانو بكيو وروبرت سنودجراس، وبدأ ليدز يونايتد موسم 2008/2009 بشكل إيجابي، حضور قوي في الملعب، تمريرات جيدة جداً، وظهر نوع من الأمل في عودة النادي للأضواء، ولكن للأسف كان ما زال وقتها دفاع النادي هشاً للغاية ويدخل عليه أهداف كثيرة، وإخفض مستوى ليدز يونايتد كثيراً، وبذلك أقيل غاري من منصبه في 21 ديسمبر من عام 2008 بعد سلسلة من النتائج السيئة، بما في ذلك الخروج من الدور الثاني فقط من مسابقة كأس الاتحاد الإنجليزي. سيمون جرايسون هو المدرب الذي أتى بعد إقالة غاري، حيث جاء من نادي بلاكبول لتدريب ليدز يونايتد، وتحت قيادة جرايسون تحسن أداء ليدز يونايتد كثيراً بعدما أن وقع النادي في شتاء عام 2009 (فترة الانتقالات الشتوية) من مدافعين جدد مثل: ريتشارد نايلور وسام سودجي. قبل نهاية موسم 2008/2009 كان نادي ليدز يونايتد قد وصل إلى المركز الرابع في الدوري الإنجليزي (الدرجة الثانية) وكاد أن يصعد إلى دوري الدرجة الأولى، ولكنه خسر في مباريات التأهل في الدور النصف نهائي أمام نادي ميلوول حيث فاز عليه في الذهاب 1-0 وتعادلا في الإياب 1-1.
في صيف عام 2009، انتقل فابيان ديلف إلى نادي أستون فيلا الإنجليزي مقابل مليون جينيه إسترليني، ويكون بذلك نادي ليدز يونايتد قد تنفس الصعداء بهذا المليون واستطاع دفع بعض المستحقات المالية، وبعد الأرباح التي ربحها النادي بعد موسم 2008/2009 الذي كان لا بأس به لليدز يونايتد، استطاع النادي شراء لاعبين جدد وبمستوى جيد، فنجح في صيف 2009 أيضاً التوقيع مع: باتريك كيسنوربو وماكس غرادل وشين هيغز وجايسون كرو ومايكل دويل ولي برومباي.
بدأ نادي ليدز يونايتد موسم 2009/2010 بداية رائعة للغاية، حيث نجح في تسجيل رقم قياسي جديد بالفوز بأول 8 مباريات على التوالي، وهو رقم لم يسجله أي نادي في دوري الدرجة الثانية الإنجليزي من قبل، أما على مستوى البطولات الأخرى، فقد خرج نادي ليدز من بطولة كأس الرابطة على يد ليفربول بعدما أن خسر بنتيجة 1-0 فقط وهي نتيجة جيدة بالنسبة لنادي يلعب أمام أحد أعرق وأقوى الأندية العالمية، وفي 26 ديسمبر من عام 2009 وصل نادي ليدز إلى أعلى نقطة وحلق عالياً في صدارة الدوري الإنجليزي الثاني برصيد 56 نقطة، وبذلك سجل نادي ليدز يونايتد رقم قياسي جديد آخر مع المدرب المميز سيمون جرايسون.
أما في مسابقة كأس الاتحاد الإنجليزي في موسم 2009/2010 وتحديداً في الثالث من يناير من عام 2010 لعب نادي ليدز يونايتد الدور الثالث من البطولة أمام نادي مانشستر يونايتد، وحقق ليدز مفاجأة من العيار الثقيل عندما استطاع الفوز على مانشستر يونايتد 1-0 في معقله ووسط جماهيره وأقصاه بذلك من البطولة، وهذا الفوز، هو الفوز الأول لليدز يونايتد على مانشستر يونايتد في الأولد ترافورد منذ عام 1981، كما أنها هذه هي المرة الأولى التي يقصى فيها أليكس فيرغسون من الدور الثالث من بطولة كأس الاتحاد الإنجليزي منذ توليه تدريب نادي مناشستر يونايتد عام 1986. ولعب ليدز يونايتد الدور الرابع من البطولة أمام توتنهام هوستبير وتعادل معه في الوايت هارت لاين 2-2 بعدما أن سجل لاعب ليدز يونايتد جيرمين بيكفورد هدف التعادل لليدز في الوقت البدل الضائع من ركلة جزاء، ولعبوا المباراة الثانية في الإيلاند رود، لكن ليدز خسر هذه المرة بنتيجة 3-1.
في الربع الأخير من موسم 2009/2010 هبط مستوى ليدز يونايتد قليلاً وواجه صعوبات كثيرة في الحفاظ على صدارة الدوري، حيث خسر عدة مباريات مهمة وفي أوقات حرجة وتعادل كثيراً، ونتيجة لتلك الخسارات والتعادلات فقد خسر النادي المركز الأول لصالح نورويتش سيتي في نهاية الموسم، ولكن في المباراة الأخيرة من الدوري وأمام نادي بريستول روفيرز فاز ليدز يونايتد 2-1 بعدما أن كان متأخراً 1-0 وكان مطرود منه لاعباً منذ الشوط الأول، وبذلك تأهل نادي ليدز يونايتد إلى الدوري الإنجليزي الأول بعدما أن احتل المركز الثاني وبعد غياب دام 3 سنوات قضاها ليدز يونايتد في دوري الدرجة الثانية.

### 2010 - الآن: العودة للدرجة الأولى
وخلال 2012 أعلن بنك «بيت التمويل الخليجي» أن شركة «بيت التمويل الخليجي كابيتال» التابعة له، وقعت اتفاقاً حصرياً لترتيب شراء نادي «ليدز يونايتد». ولكن خلال أبريل 2013 أعلن بيت التمويل ان هناك معاملة خاصة ببيع حصة بنسبة 10% من النادي إلى بنك الاستثمار الدولي 

## لباس النادي وشعاره
في السنوات الخمسة عشر الأولى من يوم تأسيس النادي، كان لباس النادي الأول نفس لباس جاره، نادي هدرسفيلد تاون، وكان ذلك بسبب أن رئيس نادي هدرسفيلد تاون آنذاك هيلتون كراوثر حاول دمج الناديين ولكنه لم يستطع. كانت القمصان مخططة باللونين الأبيض والأزرق والسروال كان لونه أبيض والجواب لونها أزرق. في عام 1932 قام ليدز يونايتد بتبديل ألوان قمصانه إلى اللونين الأزرق والأصفر أما السروال والجوارب بقيت على حالها، هذه الملابس لبست لأول مرة بالتحديد يوم 22 من سبتمبر عام 1934، ثم في عام 1950 قام النادي مجدداً بتغيير لباسه حيث كانت القمصان كلها ملونة باللون الأصفر ما عدا الأكمام التي أخذت اللون الأزرق، أما السروال والجوارب فكانت مطوقة باللونين الأسود والأصفر، ثم في عام 1955 قام النادي بتغيير لباسه مجدداً إلى الألوان الملكية والتي تتكون من قمصان زرقاء ذهبية وسروال أبيض وجوارب زرقاء وصفراء.

شعار مدينة ليدز

شعار ليدز 1984–1998

في عام 1961 قدم دون ريفي رئيس نادي ليدز يونايتد آنذاك لباس جديد للنادي والطقم بالكامل لونه أبيض وهو نفس لباس النادي الإسباني الشهير ريال مدريد، وأراد أيضاً إضافة شعار (مجلس ليدز سيتي) على الأكمام وتحديداً ناحية الأكتاف كنوع من التشهير ولكي يعرف الناس النادي أكثر. شعار النادي الشخصي تغير كثيراً، وظهر أول شعار خاص للنادي عام 1973 وكان عبارة عن (وجه ضاحك) ملون بألوان لباس النادي، ثم تغير بعد ذلك في عام 1977 بإضافة بعض الألوان الجديدة (الأزرق والأصفر)، ثم في عام 1979 تم تجديد الشعار مجدداً وذلك بإضافة (طاووس)، ثم في عام 1984 تم تصميم شعار دائري محاط باللون الأزرق وبداخله زهور بيضاء وكرة قدم صفراء (على حسب لباس النادي)، إلى أن تم تغيير شعار النادي للمرة الأخيرة وهو الشعار الحالي وكان ذلك عام 1998.

## بطولات النادي

### المنافسات المحلية
الدوري
- دوري الدرجة الأولى/الدوري الإنجليزي الممتاز
  - البطل (3 مرات): 1968–69، 1973–74، 1991–92
  - الوصيف (5 مرات): 1964–65، 1965–66، 1969–70، 1970–71، 1971–72
- دوري الدرجة الثانية/دوري البطولة الإنجليزية
  - البطل (4 مرات): 1923–24, 1963–64, 1989–90, 2019–20
  - الوصيف (3 مرات): 1927–28, 1931–32, 1955–56
- الدوري الإنجليزي الدرجة الثالثة/الدوري الإنجليزي الدرجة الأولى
  - الوصيف (مرة): 2009–10

الكؤوس
- كأس الاتحاد الإنجليزي
  - البطل (مرة): 1971–72
  - الوصيف (3 مرات):  1964–65, 1969–70, 1972–73
- كأس رابطة الأندية الإنجليزية المحترفة
  - البطل (مرة): 1967–68
  - الوصيف (مرة): 1995–96
- الدرع الخيرية
  - البطل (مرتين): 1969, 1992
  - الوصيف (مرة): 1974

### المنافسات الأوربية
الرسمية
- دوري أبطال أوروبا
  - الوصيف (مرة): 1974–75
- كأس الكؤوس الأوروبية
  - الوصيف (مرة): 1972–73

الودية
- كأس المعارض الأوروبية
  - البطل (مرتين): 1967–68, 1970–71
  - الوصيف (مرة): 1966–67